# Iko Uwais
Iko Uwais (nacido Uwais Qorny en Yakarta, 12 de febrero de 1983) es un artista marcial y actor indonesio, más conocido por su trabajo con Gareth Evans y Yayan Ruhian en Merantau, The Raid y The Raid 2.

## Carrera
Nacido en Yakarta, Indonesia, y nieto de un maestro de silat, Uwais empezó a entrenar en este arte a los 10 años y ganó el campeonato nacional en 2005. Fue dos años después de su victoria que el director Gareth Evans le descubrió mientras estaba rodando un documental sobre el silat. Impresionado por la presencia y carisma natural de Iko, Evans le animó a trabajar con él en lo que sería su primer largometraje, Merantau. Después de firmar un contrato de cinco años con la compañía de Evans, Iko dejó su trabajo en una empresa de telecomunicaciones a fin de entrar en el mundo del cine.
En su primera experiencia cinemática con Merantau, Iko interpretó el papel de un joven minang o habitante del este de Sumatra, lo que requirió para él aprender el estilo silat harimau. La película fue estrenada en Indonesia el 6 de agosto de 2009 y se lanzó también en el Puchon International Fantastic Film Festival en Corea del Sur, así como el South by Southwest (SXSW) Festival en Austin, Texas. Merantau recibió críticas muy positivas y ganó el premio a la mejor película en el ActionFest de 2010.
El crítico de cine Takumi Inui dijo de la actuación de Iko en Merantau: "[Uwais] posee cierto encanto inocente que añade mucho a su actuación. Aparentemente el director, Gareth Evans, se vio atraído por esta cualidad, así como por su entusiasmo, cuando encontró a Iko años antes mientras filmaba un documental sobre el arte del silat. Dice que vio a una estrella en él e inmediatamente hizo por tenerle trabajando en su primera película. Es cierto, [Uwais] podría no haber hecho una actuación demasiado intensa en esta película, pero muestra chispas de algo más en su talento que, una vez perfiladas, (sic) creo que su talento y personalidad podrían definitivamente alzarle al nivel de leyenda de las artes marciales".
La segunda colaboración de Uwais con Gareth Evans fue en The Raid, la cual empezó a rodarse en marzo de 2011 y fue estrenada a mediados de 2012. La película recibió críticas extremadamente positivas y fue considerada uno de los mejores filmes de artes marciales en años.
Iko colaboró en una tercera película más, The Raid 2, secuela de la anterior.
En enero de 2015, se reveló que Iko, Yayan Ruhian y el también estrella de The Raid 2 Cecept Arif Rahman aparecerían con roles no especificados en Star Wars: Episodio VII - El despertar de la Fuerza Uwais apareció brevemente en el corte final como el personaje Razoo Qin-Fee.

## Series
| Título       | Papel   | Año  |
| Wu Assassins | kai Jin | 2019 |

## Filmografía

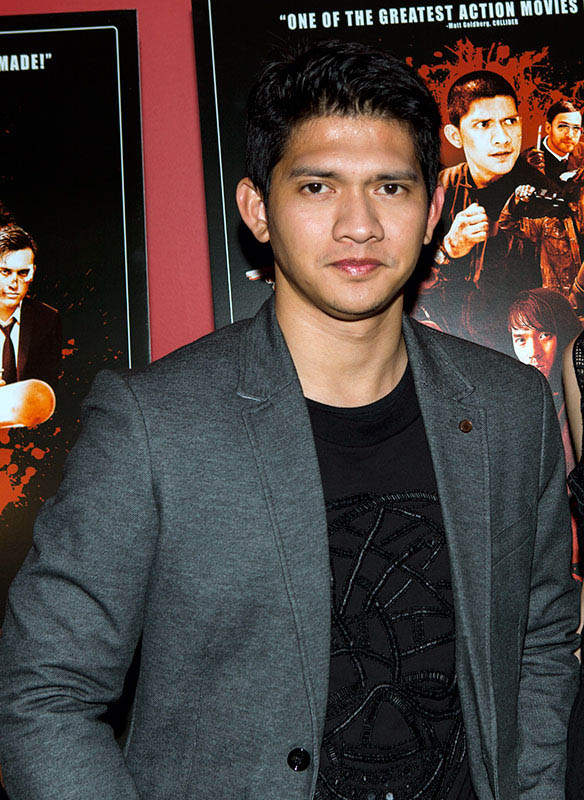
Uwais en el estreno de The Raid 2 en Nueva York en marzo de 2014.

| Año  | Título                                              | Papel          |
| ---- | --------------------------------------------------- | -------------- |
| 2009 | Merantau                                            | Yuda           |
| 2012 | The Raid                                            | Rama           |
| 2013 | Man of Tai Chi                                      | Gilang Sangaya |
| 2014 | The Raid 2: Berandal                                | Rama           |
| 2015 | Star Wars: Episodio VII - El despertar de la Fuerza | Razoo Qin-Fee  |
| 2016 | Headshot                                            | Ishmael/Abdi   |
| 2016 | Beyond Skyline                                      | Sua            |
| 2018 | Mile 22                                             | Li Noor        |
| 2018 | The Night Come For Us                               |                |
| 2019 | Stuber                                              | Oka Teijo      |
| 2019 | Triple Threat                                       |                |
| 2021 | Snake Eyes                                          | Hard Master    |
| 2023 | Expend4bles                                         | Suarto         |
| 2025 | Ash                                                 | Adhi           |